# جون نيوتن (لاعب دوري الرغبي)
جون نيوتن (بالإنجليزية: John Newton)‏ هو لاعب دوري الرغبي نيوزيلندي، ولد في 9 مارس 1920 في Runanga, New Zealand ‏ في نيوزيلندا، وتوفي في 9 نوفمبر 1991 في غرايموث في نيوزيلندا.